# Hichuraya Grande
Hichuraya Grande (auch: Ichuraya Grande) ist eine Streusiedlung im Departamento La Paz im südamerikanischen Andenstaat Bolivien.

## Lage
Hichuraya Grande ist der zentrale Ort des Cantóns Ichuraya Grande im Municipio Viacha in der Provinz Ingavi. Die Ortschaft liegt auf einer Höhe von 3887 m auf dem bolivianischen Altiplano, 65 Kilometer südöstlich des Titicacasees.

## Geographie
Hichuraya Grande liegt auf der bolivianischen Hochebene zwischen den Anden-Gebirgsketten der Cordillera Occidental im Westen und der Cordillera Central im Osten. Das Klima der Region ist ein typisches Tageszeitenklima, bei dem die Durchschnittstemperaturen im Tagesverlauf stärker schwanken als im Jahresverlauf.
Die mittlere Jahrestemperatur der Region Viacha liegt bei knapp 9 °C, der Jahresniederschlag beträgt etwa 600 mm (siehe Klimadiagramm Viacha). Die Monatsdurchschnittstemperaturen schwanken nur unwesentlich zwischen 6 °C im Juli und 10 °C von November bis Februar. Die Monate Mai bis August sind arid mit Monatsniederschlägen von weniger als 15 mm, in den Südsommer-Monaten Januar und Februar werden Monatsniederschläge von mehr als 100 mm gemessen.

## Verkehrsnetz
Hichuraya Grande liegt in einer Entfernung von 56 Straßenkilometern südwestlich von La Paz, der Hauptstadt des gleichnamigen Departamentos.
Von La Paz führt die Nationalstraße Ruta 19 in südwestlicher Richtung 35 Kilometer bis Viacha und von dort weiter bis Charaña an der peruanischen Grenze. Von Viacha aus folgt man der Landstraße entlang der Bahnlinie 19 Kilometer nach Südosten, dann zweigt dann eine untergeordnete Straße in westlicher Richtung ab und erreicht Hichuraya Grande nach weiteren zwei Kilometern.

## Bevölkerung
Die Einwohnerzahl der Ortschaft ist in dem Jahrzehnt zwischen den beiden letzten Volkszählungen um fast zwei Drittel angestiegen:
| Jahr | Einwohner         | Quelle       |
| ---- | ----------------- | ------------ |
| 1992 | keine Detaildaten | Volkszählung |
| 2001 | 452               | Volkszählung |
| 2012 | 740               | Volkszählung |
| 2024 |                   | Volkszählung |